# Christopher Lutz

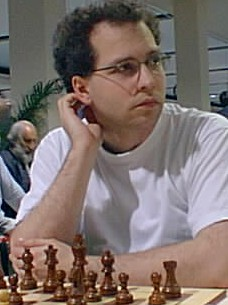
Christopher Lutz, Istanboel 2000

Christopher Lutz (geboren op 24 februari 1971) is een Duits grootmeester (GM) in het schaken.

## Loopbaan
Christopher Lutz won in 1983 in Berlijn het Duitse C-jeugdkampioenschap en in 1987 in Altensteig als 16-jarige het Duitse A-jeugdkampioenschap. In 1989 werd hij in Aguadilla (Puerto Rico) derde op het wereldjeugdkampioenschap in de categorie tot 18 jaar, eerste en tweede werden Vladimir Akopian en Alex Sherzer. In 1989 werd hij Internationaal Meester (IM), in 1992 grootmeester. De laatste daarvoor benodigde norm behaalde hij bij een toernooi in december 1991 in Boedapest, waar hij tweede werd, met evenveel punten als de winnaar Alexander Baburin.
Lutz werd twee keer schaakkampioen van Duitsland, in 1995 in Binz en in 2001 in Altenkirchen.
In 2002 nam Lutz deel aan de Dortmunder Schachtage, die fungeerden als kandidatentoernooi voor het Wereldkampioenschap in 2004; in zijn groep, dubbele ronde met vier spelers, behaalde Lutz 1.5 pt. uit 6 en was daarmee uitgeschakeld.
In 2002 was Lutz secondant van Vladimir Kramnik bij zijn tweekamp tegen het schaakprogramma Deep Fritz in Bahrein (4-4), en wederom in 2006 in Bonn bij Kramniks tweekamp tegen Deep Fritz (Fritz won met 4-2).

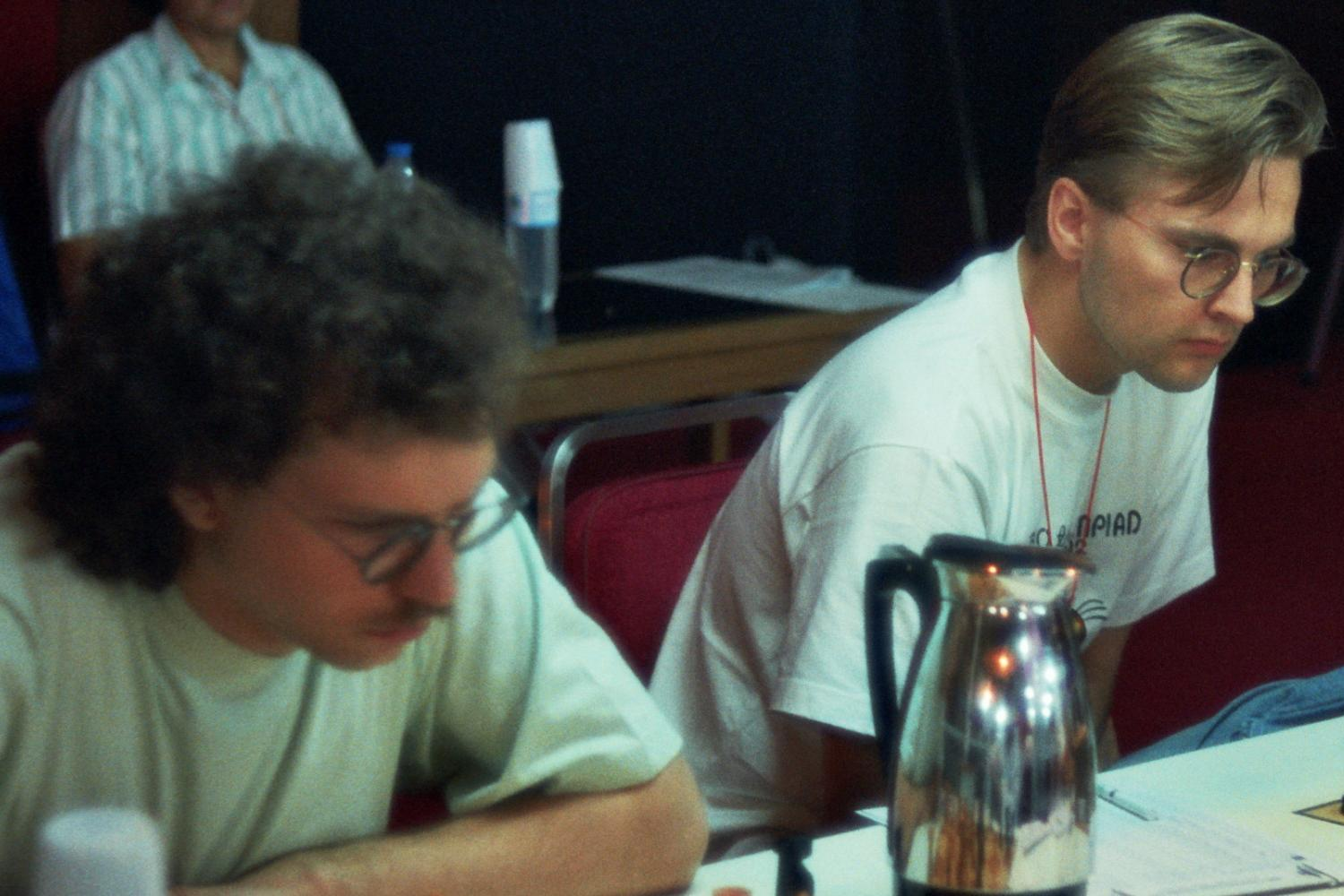
Christopher Lutz en Matthias Wahls bij de Schaakolympiade 1992 in Manilla

## Nationale teams
Christopher Lutz nam met het Duitse nationale team deel aan alle acht Schaakolympiades tussen 1992 en 2006 en had daarbij als hoogste resultaat een tweede plaats op de Schaakolympiade 2000 in Istanboel.
Ook nam hij in 2001 deel aan het WK landenteams en in 1992, 1997, 1999, 2001, 2003 en 2005 aan het EK landenteams; in 1999 bereikte hij in Batoemi en in 2001 in León met het team een derde plaats.

## Schaakverenigingen
Lutz speelde van 1988 tot 2007 in de Duitse bondscompetitie voor SG Porz, waarmee hij in 1994, 1996, 1998, 1999, 2000 en 2004 kampioen van Duitsland werd. In seizoen 2007/08 speelde hij met Godesberger SK in de eerste klasse, sinds 2008 speelt hij met SG Porz in de tweede klasse. In de Oostenrijkse competitie speelde hij in seizoen 1998/99 voor SK Loosdorf en in seizoen 2002/03 voor SV Tschaturanga. In Frankrijk speelde hij tot 2005 voor Vandœuvre-Echecs, de Belgische competitie won hij in 2004, 2006, 2010 en 2011 met KSK 47 Eynatten.

## Persoonlijk leven
Lutz is getrouwd met de Duitse schaakster Anke Koglin. Het echtpaar heeft twee dochters en woont in Keulen.

## Computerschaak
Lutz maakte het openingsboek van de schaakcomputer Hydra.

## Boek
- Endspieltraining für die Praxis. Analysen und Übungen aus Großmeisterhand, Chessgate Verlag, Nettetal 1999, ISBN 3-932861-02-7.